# Gerrit van der Valk Bouman (1857-1928)
Gerrit van der Valk Bouman (Goor, 1 september 1857 – Leiden, 2 februari 1928) was een Nederlands politicus. Hij was burgemeester van Leiderdorp van 1902 tot zijn overlijden in 1928.
Zijn oudste zoon en naamgenoot Gerrit van der Valk Bouman (1879-1965) was burgemeester van Linschoten en Snelrewaard.